# Sint-Mauruskerk (Beke)

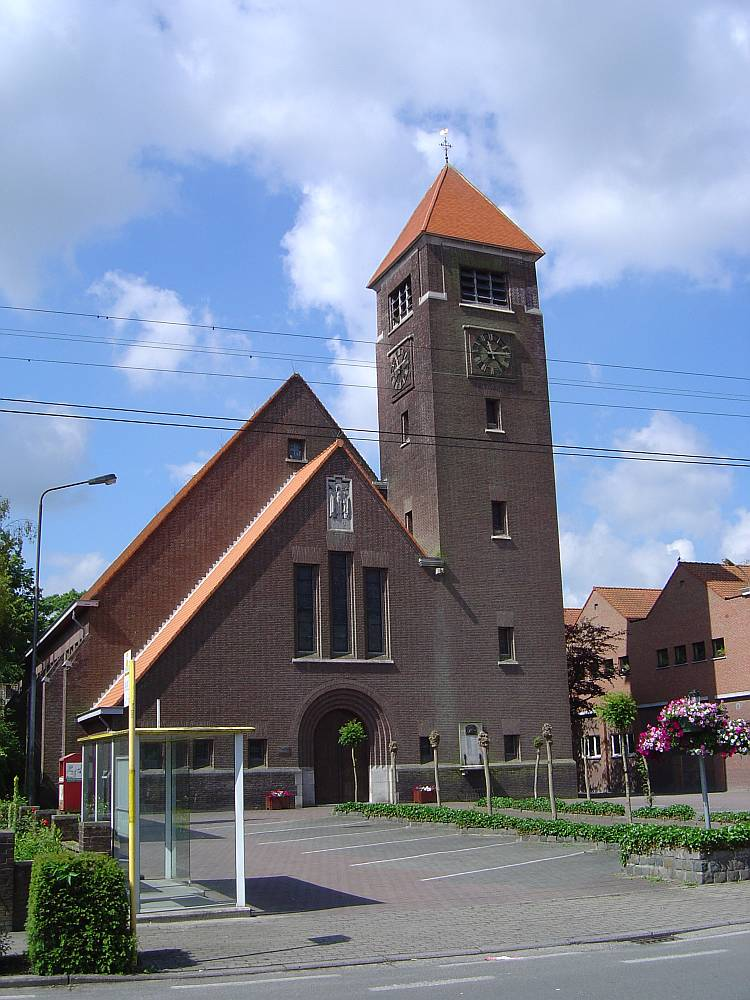
Sint-Mauruskerk

De Sint-Mauruskerk is de parochiekerk van het tot de Oost-Vlaamse deelgemeenten Zomergem en Waarschoot behorende gehucht Beke, gelegen aan de Oude Staatsbaan 66, gemeente Lievegem.

## Geschiedenis
Nadat Beke in 1930 een zelfstandige parochie was geworden, werd in 1932-1933 een kerk gebouwd naar ontwerp van H. Vaerwyck-Suys.
Het is een bakstenen zaalkerk onder hoog zadeldak. Het ruime en hoge interieur wordt overkluisd door een boogvormig gewelf. In het interieur vindt men een achttal faiencetegels die episoden uit het leven van de heilige Maurus voorstellen.